# コモエ国立公園
コモエ国立公園は、コートジボワールのブナ県、フェルケセドゥグ県にまたがり、コモエ川流域に広がっている西アフリカ最大の国立公園である。1968年に指定された。川沿いに広がる湿地帯とサバンナに恵まれ、雨林、河畔林と河畔の草地も見られ、レイヨウ、イボイノシシ、アフリカスイギュウ、アフリカゾウ、チンパンジー、リカオン、アフリカチュウノガン、キンコブサイチョウ、モモグロサイチョウ、クラハシコウ、ニシアフリカコビトワニなどが生息している。こうした動物相と植物相の多様性が評価され、1983年にユネスコの世界遺産と生物圏保護区に登録された。この地域は、ロビ人の居住地でもある。
もともと象牙を目的とするゾウの狩猟が行われてきた地域であり、世界遺産登録後も密猟が絶えない。こうした密猟にくわえ、牛の過放牧、管理の欠如などを理由として、2003年に危機遺産に登録された。2017年に状況の改善を理由に危機遺産リストから除去された。

## 登録基準
この世界遺産は世界遺産登録基準のうち、以下の条件を満たし、登録された（以下の基準は世界遺産センター公表の登録基準からの翻訳、引用である）。
- (9) 陸上、淡水、沿岸および海洋生態系と動植物群集の進化と発達において進行しつつある重要な生態学的、生物学的プロセスを示す顕著な見本であるもの。
- (10) 生物多様性の本来的保全にとって、もっとも重要かつ意義深い自然生息地を含んでいるもの。これには科学上または保全上の観点から、すぐれて普遍的価値を持つ絶滅の恐れのある種の生息地などが含まれる。

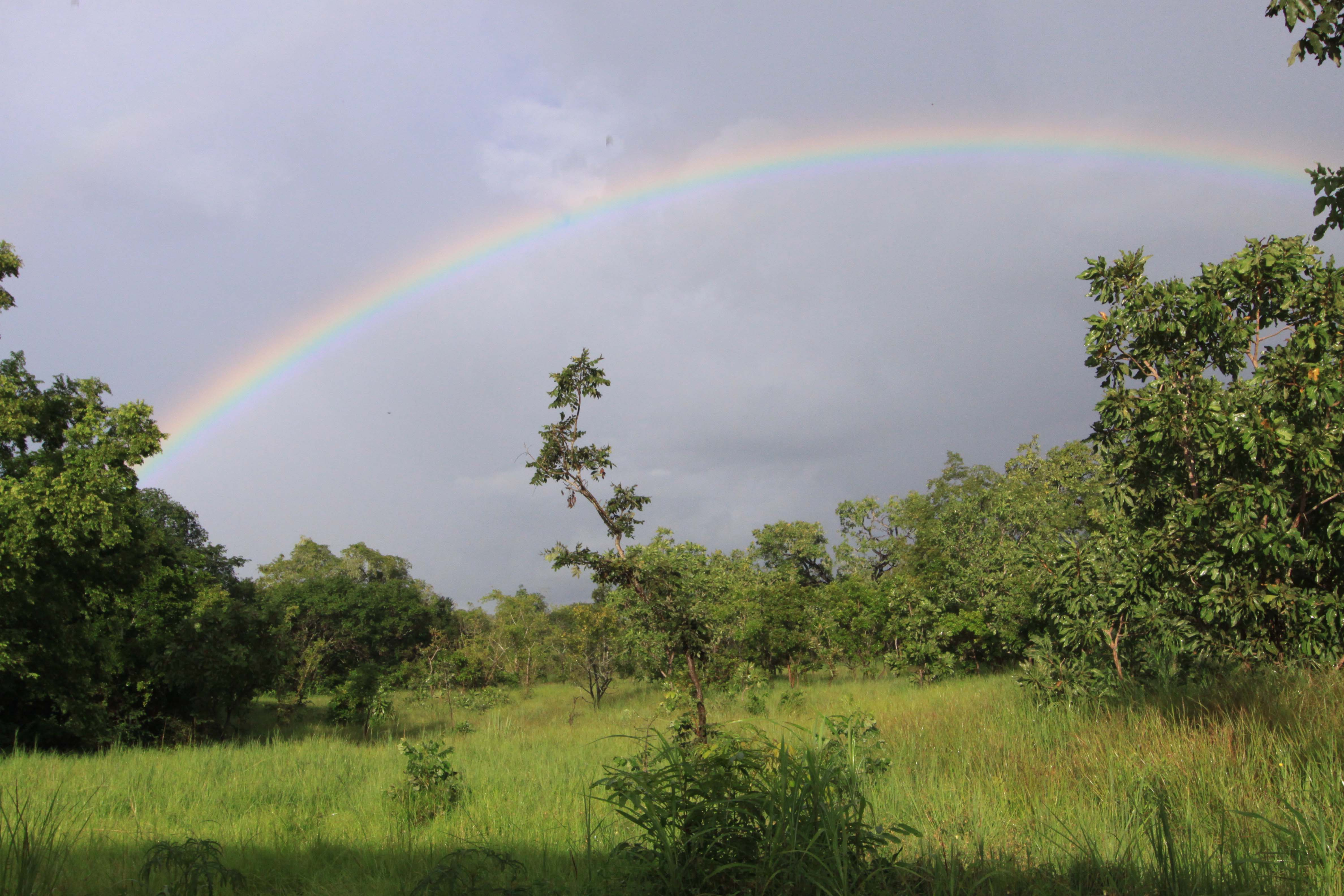
コモエ国立公園のサバンナ景観
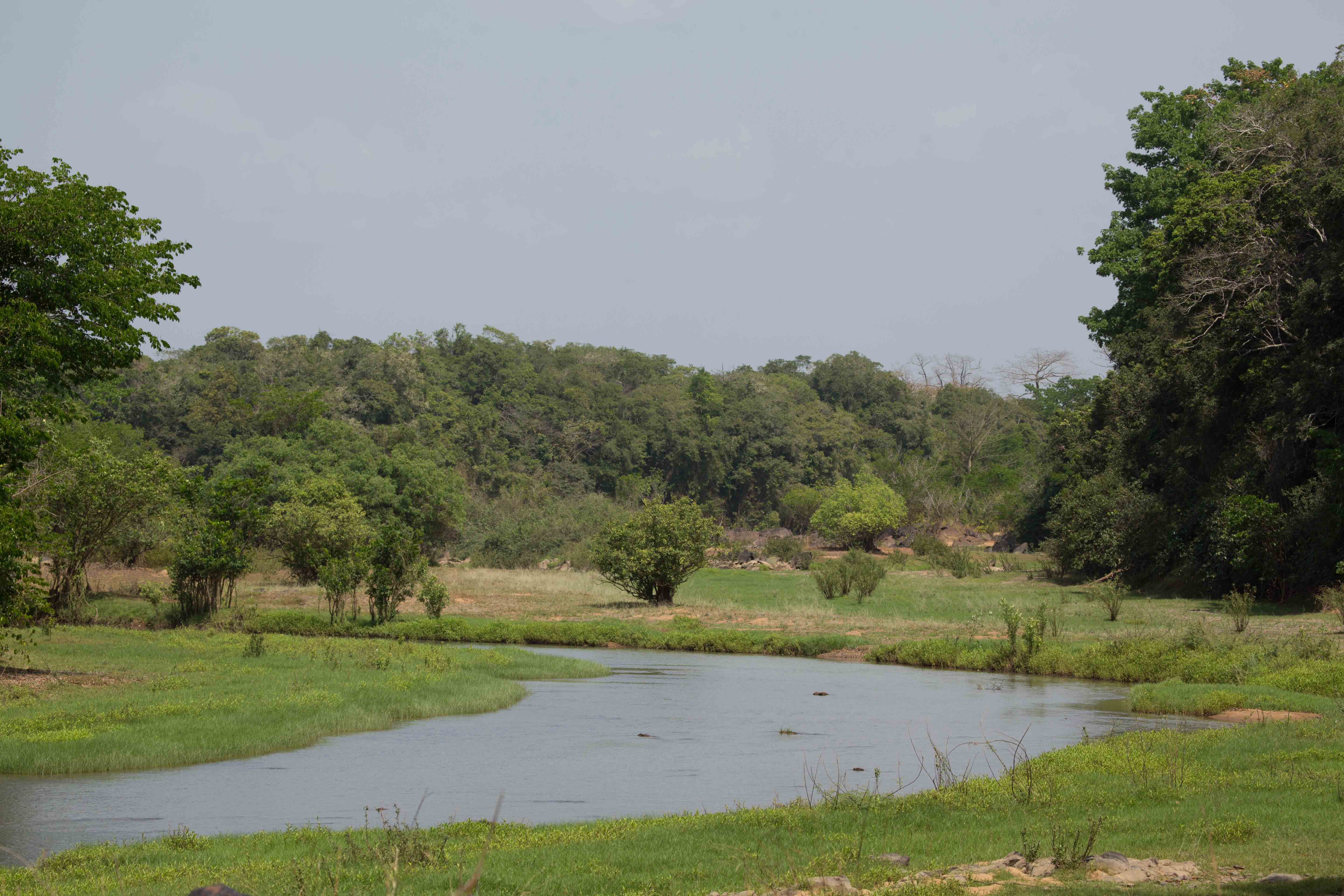
コモエ川と周辺の湿地
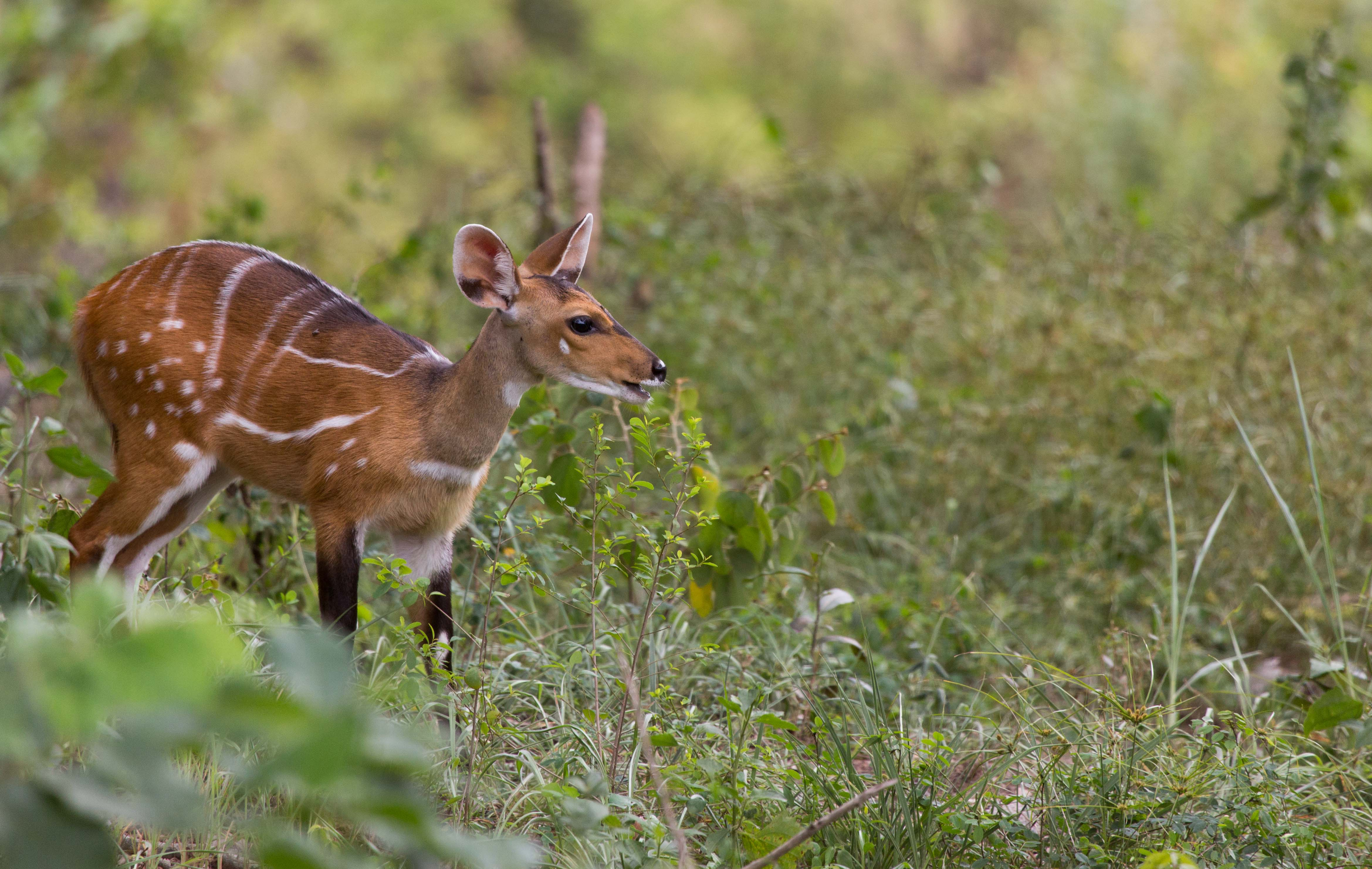
公園に棲息するブッシュバック